# Žabljak (rijeka u BiH)
Žabljak  je rijeka u Livanjskom polju, duga 4 kilometra, koja protječe kroz istoimeno prigradsko naselje Livna. 
Ponekad se u polju ispod Suhače i Prispa, zajedno sa Sturbom i Bistricom, sjedinjavao u Plovuču koja je dalje tekla ravninom Livanjskog polja do Ćaića i tamošnjih ponora u podnožju Dinare. U novije vrijeme vode ovih rijeka sustavom kanala odvode se u retenciju "Lipa", odnosno akumulaciju Buško jezero. 